# Antonín Jemelka
Antonín Jemelka (8. října 1896 Tučín – 21. února 1972 Laškov u Olomouce) byl český malíř, římskokatolický kněz a farář v Laškově.

## Životopis
Byl nejmladší z 8 synů a dcer Jana Jemelky a jeho manželky, rozené Trhlíkové. Do obecné školy chodil ve své rodné obci, do gymnázia v Přerově, kde maturoval ve válečném roce 1915. Již za studií na gymnáziu, kde působil tehdy akademický malíř Antonín Kubát, projevoval výtvarné nadání. Přesto po maturitě rozhodl pro kněžství a vstoupil do kněžského semináře v Olomouci. Po čtyřletém studiu byl v roce 1919 vysvěcen na kněze olomouckým arcibiskupem kardinálem Lvem Skrbenským z Hříště. Jeho prvním a jediným působištěm byl Laškov (v blízkosti Čech pod Kosířem, spojených se jménem Josefa Mánesa). V Laškově působil jako kaplan a když sešlo z profesury kreslení na arcibiskupském gymnáziu v Kroměříži a ze studia malířství ve Vídni, zůstal v Laškově jako farář po celý zbytek života.
Laškovský kostel dal vymalovat Jano Koehlerovi a z ruin obnovil krásnou barokní kapli sv. Antonína u Krakovce. Na klenbu kaple vymaloval výjevy ze života sv. Antonína malíř Odkolek. Zemřel 21. února 1972. Po rozloučení v Laškově byl pohřben v Pavlovicích u Přerova, v hrobě svých rodičů, vedle svého bratra Františka.
Při svém kněžském působení nezapomínal na svou druhou lásku, malířský „kumšt“, jak říkával. Starobylá laškovská fara chovala velkou sbírku obrazů. Byla to řada grafických listů Maxe Švabinského, většinou a umělcovým věnováním, obrazy Jana Preislera a, obrazy a studie J. Koehlera, celá řada obrazů přerovského malíře Augustina Mervarta, obrazy malíře Františka Řehořka z Kořence, Františka Ondrůška, J. Heřmana, Františka Hoplíčka, Štramberk Františka Sedláčka, obrazy Dobreva, grafické listy Karla Vika. Vynikající portréty obou rodičů Jemelkových, obou bratří kněží a jeho vlastní od Jana Prokopa. Bohatá knihovna obsahovala kromě literárních děl velikou sbírku uměleckých monografií.
Ve volných chvílích sám maloval. Ovládal většinu uměleckých technik. byl vynikajícím kreslířem a portrétistou. (např. autoportrét, portrét Antonína Cyrila Stojana atd.) Měl velký smysl pro soulad barev jak u olejů, tak u akvarelů, jimž se později téměř výhradně věnoval a kterých namaloval velikou řadu. Nevyčerpatelným zdrojem inspirace mu byly krásy našich krajin, vesnic, měst, hradů a zámků, (Praha, Olomouc, Domažlice, Kameničky, Valašsko, Rusava, Laškov, Čechy pod Kosířem, Mikulov, Přerov, Velehrad, Hostýn, Buchlov, Bouzov atd.) a v neposlední řadě náčrtky, které si přivezl z cesty do Jugoslávie a Palestiny, podniknuté s bratrem Františkem ve třicátých letech. Jeho malířská fantazie dovedla i po mnoha letech oživit s neobyčejnou svěžestí pohledy na bárky v přístavech, malebné uličky jugoslávských měst, zelené kopule a štíhlé minarety mešit, vzpomínky na klášterní zahradu v Trsatu, ostrov Bled, postavu guslara atd.
Maloval přírodu ve všech jejích proměnách. Zimu, jarní tání, léto na Valašsku, ranní slunce v lese. Nejvíce ale miloval barevnou krásu podzimu, zlaté břízy s pozadím modrých hor, barevné plameny stromů nad řekou, úvoz z krajiny mládí, topoly za humny rodného domu, osamělou chaloupku pod ryšavou korunou dubu, melancholický podvečer pozdního podzimu. Jeho krajiny mají vzdušný prostor a krásná oblaka. Neobyčejnou precizností vynikají jeho pastely a kresby tužkou (motivy z Laškova, Meditace, sv. Xaverius u sv. Mikuláše, Smutek moře, Smutek krajiny, Olomouc, Čekání před jitrem, Lesní cesty). Nedokončil krásné ilustrace k Erbenově Kytici (Svatební košile – 6, Štědrý večer – 5, Holoubek – 4, Záhořovo lože – 4)
Pro své přátele nakreslil několik exlibris, pro časopisy Apoštolát sv. Cyrila a Metoděje a Hlasy svatohostýnské navrhl obálku. Měl mnoho přátel a známých mezi umělci, s nimiž si dopisoval a které navštěvoval, nebo které často vítala pohostinná laškovská fara. Tvořil pro radost jiných. Jeho radostí bylo, když se jeho obrázky líbily a mohl je darovat „na památku“. Ti kteří se z nich těší si přejí, aby jejich barvy nikdy nevybledly, aby tak i o jeho skromném umění platilo Senekovo „immortalis est ingenii memoria“ (památka talentu je nesmrtelná).

## Dílo
výběr
- Motiv z Benátek 1930, 25×20, olej
- Hrad na skále 1930, 16×19 akvarel
- Polní cesta 1935 45×30, pastel
- Valašské chalupy 1935 25×15, olej
- Valašský kostelík 1936 24×34 olej
- Domažlice 1939 30×25 olej
- Z Krakovce 1942, 20×15, akvarel
- Krajina s potokem, 40×30 pastel
- Smutek moře 1943, 9×13, tužka
- Smutek krajiny, 8×15, tužka
- Bolest, 1947, 8×16, akvarel
- Boží muka, 1950, 45×30, tužka
- A. C. Stojan, 1950, 23×16 tužka
- Kuča Hasana Bega, 1950, 30×25, akvarel
- Topoly za humny, 1958, 22×14, akvarel
- Starší bratr, 1960, 30×20, akvarel
- Krajina s řekou, 1960, 50×40, akvarel
- Chodsko, 1960, 20× 10, akvarel
- Chodsko, 1960, 10×15, akvarel
- Zelení hájové, 1960, 25×20, akvarel
- Praha, 1961, 12×22, akvarel
- Přerov, zámek, 1962, 16×20 akvarel
- Guslar, 1962, 15× 19, akvarel
- Trubač, 1963, 30×20, akvarel
- Lávka se stromy na podzim, 1963, 24×44 akvarel
- Velehrad, 1965, 24×34, akvarel
- Horská krajina s břízami, 1965, 20×26, akvarel
- Ovčák s ovečkami, 1966, 10×16, akvarel
- Sv. Vojtěch, 1967, 15×20, akvarel
- Ulička s mešitou, 1967, 18×21, akvarel
- Trubač, 1968, 14×10, pastel
- Klášter františkánů v Trsatu, 1968, 13×18, akvarel
- Jamdžamija, mešita v Travniku,
- Bosna, 1968, 14×15, akvarel
- Zátoka, 1970, 20×30, akvarel
- Přerov, 1970, 18×25, akvarel
- Smutné pole, 1970, 25×15, akvarel
- Rusava, 1970, 30×25, akvarel
- Bárka v přístavu, 1970, 14×22, akvarel
- Úvoz na podzim, 1970, 20×31, akvarel
- Podzimní krajina, 1971, 12×23, akvarel
- Zimní soumrak, 1971, 12×20, akvarel
- Léto na Valašsku, 1971, 25×33, akvarel
- Domažlice, 1971, 19×29, akvarel
- Olomouc, dóm s kaplí sv. Anny, neurč. 28×21, olej
- Olomouc, Mariánský sloup, neurč. 22×18, akvarel
- Kytice, Svatební košile, 12, 1951, 50×14, tužka,
- Kytice, Štědrý den, 1954, 12, 50×14, tužka,
- Kytice, Holoubek, 12, 1955, 50×14, akvarel
- Kytice, Záhořovo lože, 1958, 12, 50×14, akvarel
- Praha, u Křížovníků, 9×18, akvarel
- Šohaj, 22×12, olej Sv. Jan na mostě, 15×21, akvarel
- Akropolis, (Athény), 16×20, akvarel
- Vesnice v údolí, 25×20, olej
- Sv. František u sv. Mikuláše v Praze, 16×17, tužka,
- Motiv z Laškova, 8×14, pastel,
- Podzimní nálada, 8×14, pastel
- Heydrichiáda, 10×10, pastel
- Sv. Jan na mostě, 17×24, pastel
- Olomouc, 9×13, tužka
- Zima, 20×28, akvarel Výplata, 25×35, akvarel
- Podzim, 20×28, akvarel
- Léto, 20×28, akvarel
- Jaro, 20×28, akvarel Benátky, 11×16, akvarel
- Zámeček u Krakovce, 25×30, akvarel
- Zámek v Čechách pod Kosířem, 8×14, akvarel
- Chalupa, 16×25, akvarel
- Rusava, 17×24, Akvarel
- Valašská chalupa se zvonicí, 25×27, akvarel
- Kameničky, 17×24, akvarel
- Laškov, Mánesova stezka, 8×14, akvarel
- Karlův most, 9×9, akvarel
- Muslim v uličce, 12×18, akvarel
- Sanatorium, 7×14, akvarel
- Hék u Ochoze, 20×30, akvarel
- Podzimní krajina, 18×30, akvarel
- Valašská chalupa, 30×30, akvarel
- Zima, 34×46, olej
- Minarety, 42×32, olej
- Velehrad, 18×27, akvarel
- Dubrovník, 25×31, olej
- Autoportrét, 41×31, olej
- Kostel na Rusavě, 21×25, akvarel
- Konice, 12×18, akvarel
- Kříž u cesty, 21×28, akvarel
- Motiv z jihu, 41×32, olej
- Alej na podzim, 25×32, akvarel
- Dřevěný kostelík, 28×26, akvarel
- Podhorské chalupy, 29×26, akvarel
- Cestování, (vůz s boudou), 1938, 19×29, olej
- Chalupy pod lesem, 25×19, akvarel
- Mlýn, 20×27, akvarel
- Lesní cesty, 9×5, pastel
- Lesní cesty, 9×8, pastel
- Meditace, 8×15, tužka
- Čekání před jitrem, 6×14, tužka
- Rusava, 25×30, akvarel
- Babyka u cesty na Hostýn, 25×30, akvarel